# Svartmaskad lärka
Svartmaskad lärka< (Spizocorys personata) är en fågel i familjen lärkor inom ordningen tättingar.

## Utseende och läte
Svartmaskad lärka är en udda och rätt färgglad medelstor lärka. Noterbart är en svart ögonmask, ljus näbb och roströd anstrykning på buken. Stjärtsidorna är ljusbeige, vilket syns tydligt i flykten. Sången består av en enkel visslad fras som kan höras från marken eller under sångflykt.

## Utbredning och systematik
Svartmaskad lärka delas in i fyra underarter med följande utbredning:
- Spizocorys personata personata – förekommer i östra Etiopien
- Spizocorys personata yavelloensis – förekommer i södra Etiopien och norra Kenya (söder till Galaga-Öknen)
- Spizocorys personata mcchesneyi – förekommer i norra Kenya (Marsabit Plateau)
- Spizocorys personata intensa – förekommer i centrala Kenya

Svartmaskad lärka står rosanäbbad lärka närmast genetiskt, därefter damaralärkan.

## Levnadssätt
Svartmaskad lärka förekommer mycket lokalt i torrt landskap, kortvuxen gräsmark och på lavafält.

## Status
Arten har ett stort utbredningsområde och beståndet anses stabilt. Internationella naturvårdsunionen IUCN listar den därför som livskraftig (LC).